# Guerra biológica

Símbolo internacional de contaminación biológica

La guerra biológica es una forma singular de combate en la cual se emplean armas biológicas, siendo armas de diferentes tipos que contienen virus o bacterias capaces de infligir daño masivo sobre fuerzas militares y/o civiles.
El uso de armas biológicas está terminantemente prohibido por las Naciones Unidas; sin embargo, muchos países —potencias militares— cuentan con este tipo de arsenal en forma no solo de bombas sino de otro tipo de agentes de esparcimiento menos convencionales.

## Historia
El uso de armas biológicas ha sido practicado a través de la historia. Antes del siglo XX, el uso de agentes biológicos tomó tres formas principales:
- Envenenamiento deliberado de comida y agua con material infeccioso.
- Uso de microorganismos, toxinas o animales, vivos o muertos, en sistemas de armas.
- Uso de productos inoculados biológicamente.

Las armas biológicas son tan letales que un gramo de toxina botulínica pura puede matar a 10 millones de personas. Está claro que es 3 millones de veces más letal que el sarín.[cita requerida]

## El mundo antiguo
El incidente más antiguo documentado de la intención de usar armas biológicas está registrado en textos hititas del 1500-1200 a. C., en el que víctimas de tularemia fueron conducidas hacia tierras enemigas. Aunque los asirios sabían del cornezuelo, un hongo parásito del centeno que produce ergotismo cuando se ingiere, no hay evidencia de que envenenaran fuentes enemigas con este hongo, como se ha afirmado.
De acuerdo con los poemas épicos de Homero sobre la legendaria Guerra de Troya, la Iliada y la Odisea, lanzas y flechas eran untadas con veneno. Durante la Primera Guerra Sagrada en Grecia, cerca al 590 a. C., Atenas y la Liga Anfictiónica envenenaron el suministro de agua del asediado pueblo de Crisa (cerca de Delfos) con la planta tóxica eléboro. El comandante romano Manio Aquilio envenenó pozos de ciudades enemigas asediadas alrededor del 130 a. C.
Durante el siglo IV a. C. los arqueros escitas untaban las puntas de sus flechas con veneno de serpiente, sangre humana y heces de animales para causar heridas que se infectaban. Hay otros varios ejemplos del uso de toxinas de plantas, venenos y otras sustancias tóxicas para crear armas biológicas en la antigüedad.
En el 184 a. C., Aníbal de Cartago tenía recipientes de arcilla con serpientes venenosas e instruía a sus soldados para lanzar los recipientes en las cubiertas de los barcos pergaminos. Aproximadamente en el 198 d. C., la ciudad de Hatra (cerca de Mosul, Irak) alejó al ejército romano liderado por Septimio Severo lanzándoles jarrones de arcilla con escorpiones vivos dentro.

## Guerra biológica en la edad medieval
Cuando el Imperio Mongol estableció conexiones comerciales y políticas entre las áreas Orientales y Occidentales del mundo, su ejército y caravanas mercantes mongoles probablemente inadvertidamente trajeron la peste bubónica desde Asia central al Medio Oriente y Europa. La peste negra arrasó a través de Eurasia, matando aproximadamente a entre un tercio y la mitad de la población y cambiando el curso de la historia de Asia y Europa.
Durante la Edad Media, víctimas de la peste bubónica fueron usadas para ataques biológicos, a menudo arrojando cadáveres y excremento sobre las paredes de los castillos usando catapultas. En 1346, los cadáveres de guerreros mongoles de la Horda Dorada que murieron de peste fueron lanzados sobre las paredes de la ciudad de Kaffa (hoy Teodosia). Se ha especulado que esta operación puede haber sido responsable de la llegada de la Peste Negra a Europa.
En el asalto de Thun l’Evêque en 1340, durante la Guerra de los Cien Años, los atacantes catapultaban animales en descomposición en el área asaltada.

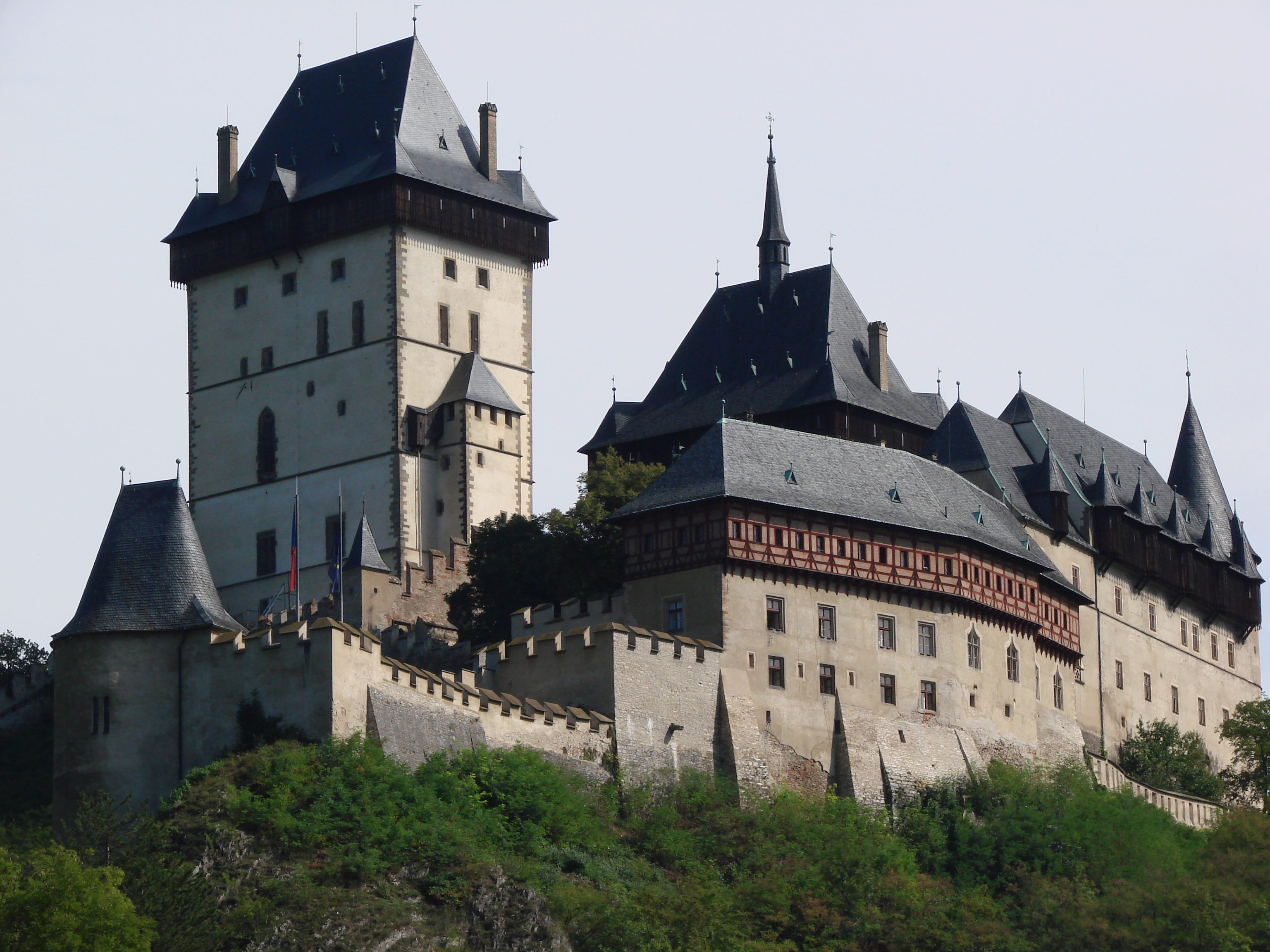
Castillo de Karlštejn.

En 1422, durante el asalto del castillo de Karlstein en Bohemia, atacantes husitas usaron catapultas para arrojar cadáveres (pero no infectados con peste) y 2000 cargas de estiércol sobre las paredes.
El último incidente de usar cadáveres con peste como arma biológica ocurrió en 1710, cuando fuerzas rusas atacaron a los suecos arrojando cadáveres infectados con peste sobre las paredes de la ciudad de Reval (Tallin). Sin embargo, durante el asalto de 1785 de La Calle, fuerzas tunecinas lanzaron ropa contagiada en la ciudad.
Aunque no usado para la guerra, en tiempos antiguos (cerca al 1 d. C.) una forma de ejecución o tortura era atando un cadáver a una persona viva. La persona que cargaba el cadáver se volvía un rechazo social y moría de enfermedades en cerca de una semana.

## Tiempos modernos

### ElsigloXVIII

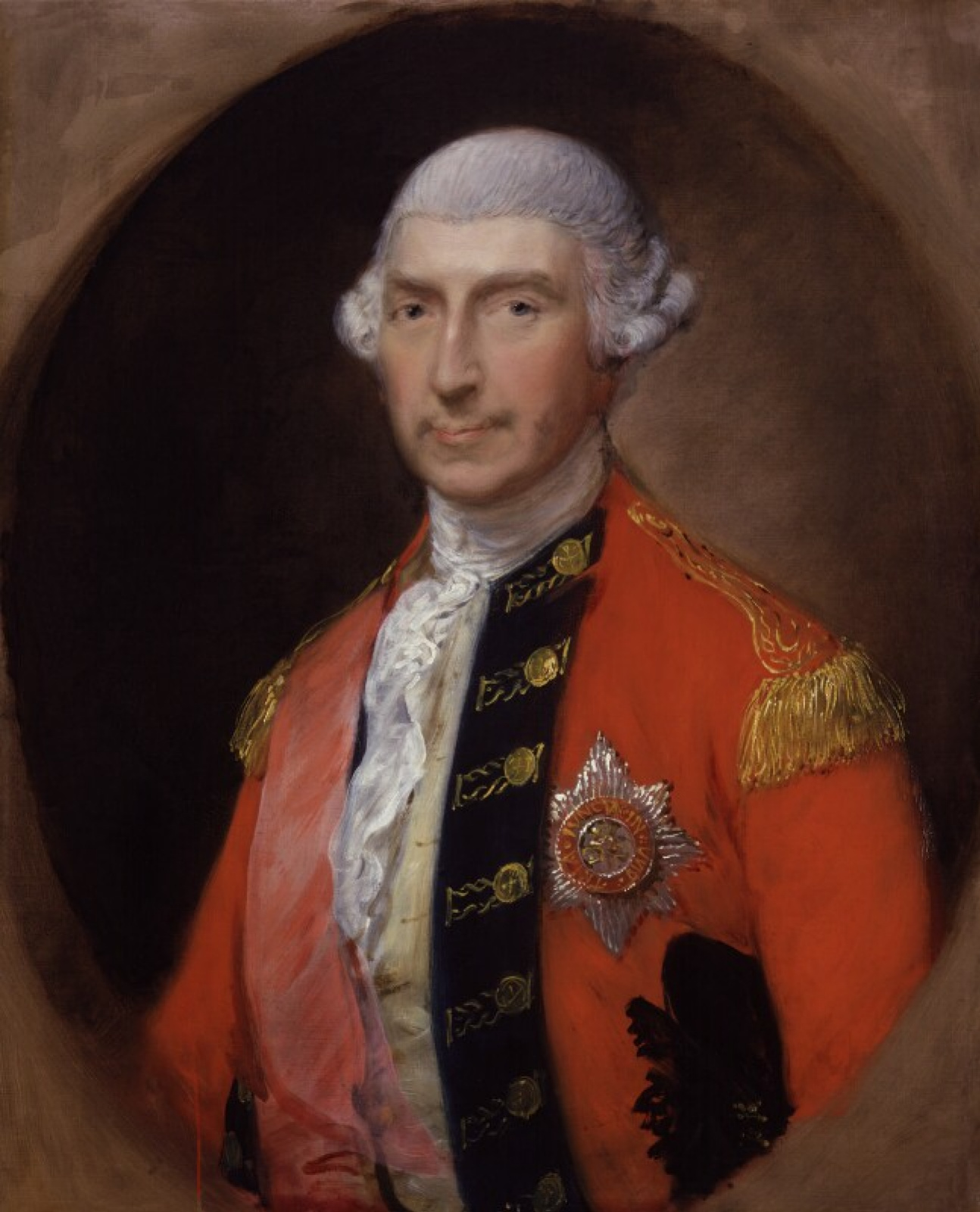
Retrato de Jeffrey Amherst, primer barón de Amherst, en la National Portrait Gallery.

La población nativa americana era diezmada después del contacto con Europa debido a la introducción de muchas y diferentes enfermedades letales. Hay dos casos documentados de presuntas e intentadas guerras con gérmenes. El primero, durante un parlamento en Fort Pitt (Pittsburgh) el 24 de junio de 1763, Ecuyer dio a los representantes de los asediantes Delawares dos mantas y un pañuelo que había sido expuesto a viruela, esperando que extendieran la enfermedad a los nativos en orden a terminar con el asalto. William Trent, el comandante de la milicia, dejó registros que claramente indicaban que la propuesta de darles las cobijas era “para transmitir la viruela a los indios”.
El comandante británico lord Jeffrey Amherst y el oficial suizo-británico Coronel Henry Bouquet, cuya correspondencia refirió la idea de dar cobijas infectadas con viruela a los indios en el curso de la Rebelión de Pontiac. El historiador Francis Parkman verifica cuatro cartas del 29 de junio, 13, 16 y 26 de julio, todos de 1763. Ejemplo: El comandante Lord Jeffrey Amherst escribe el 16 de julio de 1763, “P.D. Hará bien en intentar inocular a los indios por medio de cobijas, así como intentar cualquier otro método que pueda servir para extirpar esa execrable raza. Debería yo estar muy orgulloso de que su esquema para cazarlos con perros surtiera efecto…” El Coronel Henry Bouquet contesta el 26 de julio de 1763, “Recibí ayer las cartas de su Excelencia del 16 de julio con sus inclusas. La señal para los mensajeros indios, y todas sus direcciones serán observadas.”
Mientras que el intento de una guerra biológica es claro, hay un debate entre los historiadores de si es que ello de hecho tomó lugar a pesar de que la afirmación de Bouquet respondía a Amherst y cada escrito recibido por el otro acerca de ello. La viruela transmitida a las tribus nativas americanas pudo haber ocurrido debido a la transferencia de la enfermedad a las cobijas durante el transporte. Los historiadores no fueron capaces de establecer si este plan fue efectuado o no, particularmente a la luz del hecho que la viruela ya estaba presente en la región, y que el conocimiento científico de la enfermedad en ese tiempo aún no había descubierto el virus o desarrollado un entendimiento de los vectores de la plaga.
Sin tener en cuenta si este plan fue llevado a cabo, el intercambio y el combate proveyeron una amplia oportunidad para la transmisión de la enfermedad.
Las raíces de las enfermedades que mataron a millones de indígenas en las Américas pueden ser encontradas en los Eurasiáticos viviendo por milenios muy cercanamente con animales domésticos. Sin un largo contacto con animales domésticos, los indígenas americanos no tenían resistencia a la peste, sarampión, tuberculosis, viruela o la mayoría de las cepas de la influenza.

### ElsigloXIX
En 1834 el diarista de Cambridge Richard Henry Dana visitó San Francisco en un barco mercante. Su barco comerció muchos productos incluyendo mantas con mexicanos y rusos en sus puestos establecidos en el lado norte de la bahía de San Francisco.
Historias locales documentan la epidemia de viruela de California empezó en el fuerte ruso justo después que se fueron. Las mantas fueron un objeto de propagación popular, y la fuente más barata fueron cobijas de segunda mano que fueron a menudo contaminadas.
Durante la guerra de Secesión Estadounidense, el general Sherman reportó que las fuerzas Confederadas dispararon animales de granja en estanques de los que el ejército de la Unión dependía para tomar agua. Esto habría hecho el agua imposible de tomar, aunque los verdaderos riesgos de salud provenientes de cadáveres humanos y de animales que no murieron de enfermedad son mínimos.
Jack London en su historia “Yah! Yah! Yah!” describe una expedición europea punitiva a una isla del Pacífico deliberadamente exponiendo a la población polinesia al sarampión, en el cual varios de ellos murieron. Mientras que mucho del material para London’s South Sea Tales, deriva de su experiencia personal en la región, no está claro si este particular incidente es histórico.

### ElsigloXX
Durante la Primera Guerra Mundial, Alemania persiguió un ambicioso programa de guerra biológica. Usando bolsas y correos diplomáticos, el general alemán Staff suministró pequeños equipos de saboteadores en el ducado ruso de Finlandia, y en los entonces neutrales países de Rumania, los EE. UU. y Argentina.
En Finlandia, luchadores por la libertad escandinavos montados en renos pusieron ampollas de ántrax en establos de caballos rusos en 1916. El ántrax fue también suministrado al agregado del ejército alemán en Bucarest, como fue el muermo, que fue empleado contra ganado destinado al servicio aliado.

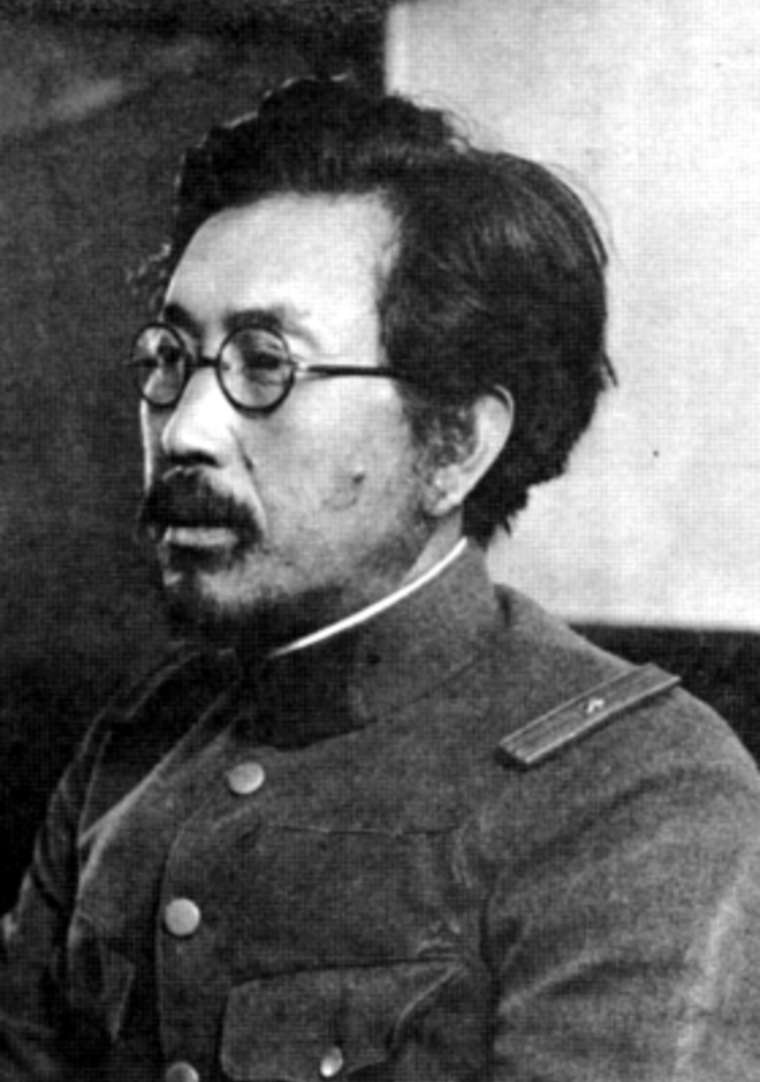
Shirō Ishii, comandante del Escuadrón 731.

El oficial de inteligencia alemán y ciudadano estadounidense Dr. Anton Casimir Dilger estableció un laboratorio secreto en el sótano de la casa de su hermana en Chevy Chase, Maryland, que producía muermo que era usado para infectar haciendas en puertos y puntos de colección internos incluyendo, al menos, Newport News, Norfolk, Baltimore, y Nueva York, y probablemente St. Louis y Covington, Kentucky. En Argentina, agentes alemanes también emplearon muermo en el puerto de Buenos Aires e incluso trataron de arruinar cosechas de trigo con un hongo destructivo.
El Protocolo de Ginebra de 1925 prohibió el uso de armas químicas y biológicas, pero no decía nada acerca de su producción, compraventa o transferencia, tratados posteriores cubrieron esos aspectos. Los avances del siglo XX en microbiología permitieron el desarrollo de los primeros agentes biológicos puros en la Segunda Guerra Mundial.
Hubo un periodo de desarrollo por muchas naciones, y el Escuadrón 731 japonés, con base primaria en Pingfan, China ocupada y al mando de Shirō Ishii, realizó investigaciones en armas biológicas, condujo experimentos humanos forzados, a menudo fatales, en prisioneros, y proveyó armas biológicas para ataques en China.

### 1937-1945
Durante la Segunda guerra Sino-Japonesa (1937-1945) y la Segunda Guerra Mundial, el Escuadrón 731 del Ejército Imperial Japonés condujo experimentos en humanos, la mayoría prisioneros chinos, rusos y estadounidenses. En campañas militares, el ejército japonés usó armas biológicas contra soldados y civiles chinos.
Por ejemplo, en 1940, el Ejército Imperial Japonés bombardeó Ningbo con bombas de cerámica llenas de pulgas infectadas con el bacilo de la peste bubónica. Una película mostrando esta operación fue vista por los príncipes imperiales Tsuneyoshi Takeda y Takahito Mikasa durante una escenografía hecha por Shiro Ishii.
Sin embargo, algunas operaciones fueron inefectivas debido a los ineficientes sistemas de diseminación, usando insectos portadores de enfermedades más que dispersando el agente como una nube de aerosol. Se estima que 400 000 chinos murieron como resultado directo de las pruebas de armas biológicas en los campos japoneses.
Durante los Juicios de Crímenes de Guerra de Jabárovsk los acusados, tales como el Mayor general Kiyashi Kawashima, testificaron que desde 1941 unos 40 miembros del Escuadrón 731 arrojaron desde el aire pulgas infectadas con peste en Changde. Estas operaciones causaron brotes epidémicos de peste.
Algunos otros acontecimientos testifican civiles japoneses infectados a través de la distribución de víveres, tales como bolas de masa guisada y vegetales, contaminados con peste. Hay incluso reportes de suministros de agua contaminados. Tres veteranos de la Unidad 731 testificaron, en una entrevista en 1989 a Asahi Shimbun, que ellos fueron parte de una misión para contaminar el río Horustein con tifoidea cerca de las tropas soviéticas durante la batalla de Jaljin Gol.

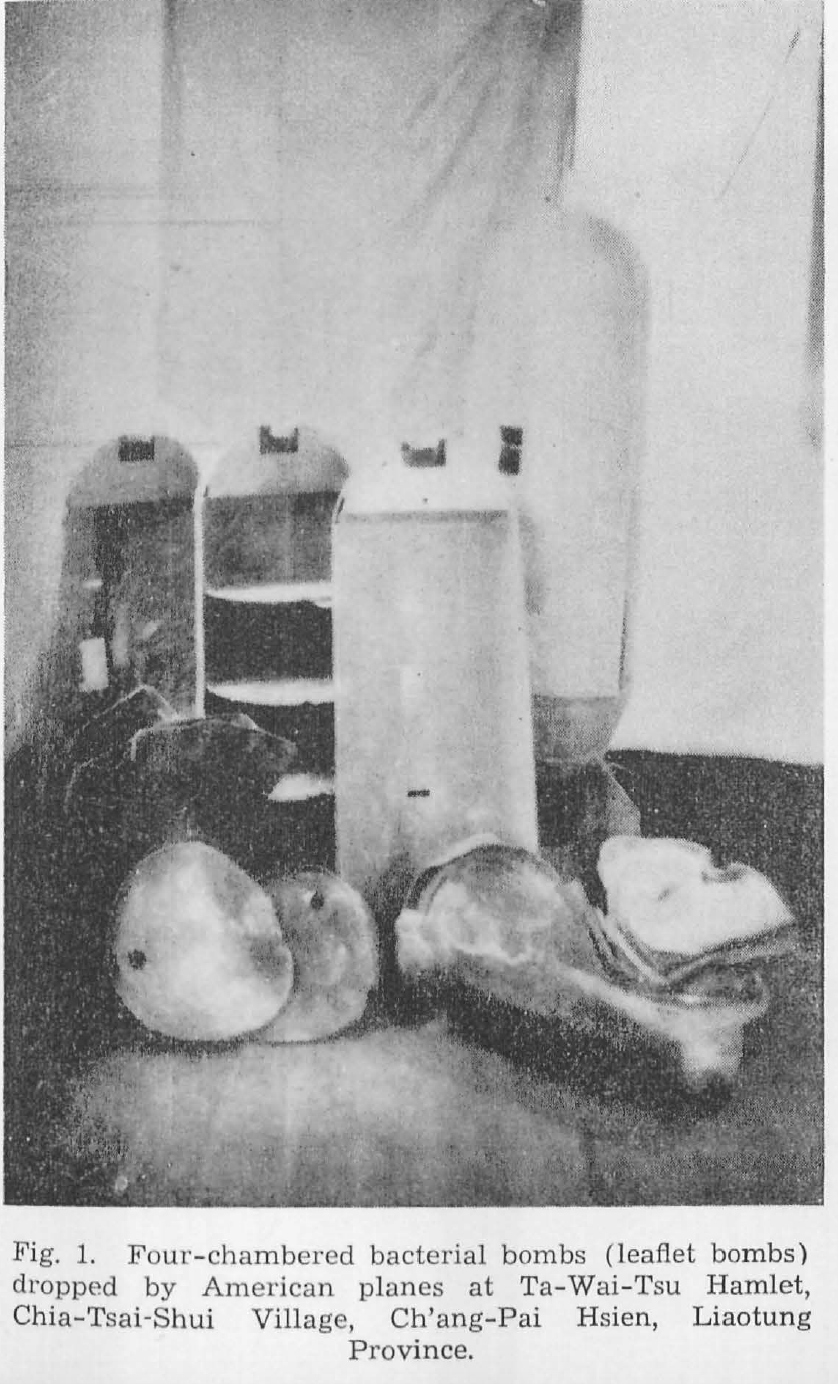
Imagen de una bomba bacteriológica estadouniense de 1942.

En respuesta a las armas biológicas desarrolladas en Japón, y al momento sospechado en Alemania, los Estados Unidos, el Reino Unido, y Canadá iniciaron un programa de desarrollo de Armas Biológicas en 1941 que resultaron en la armamentización de tularemia, ántrax, brucelosis, y la toxina de botulismo.
La toxina botulínica que ocasiona el botulismo tiene la capacidad de afectar los músculos del cuerpo, causando debilidad y parálisis. Esto se debe a que la toxina inhibe la liberación del neurotransmisor acetilcolina, esencial para la contracción muscular. La parálisis puede ser parcial o completa, comenzando cerca del sitio de entrada de la toxina y extendiéndose con el tiempo.
La debilidad muscular es uno de los primeros signos, afectando inicialmente los músculos faciales y luego extendiéndose a otros grupos musculares. La parálisis flácida resultante se caracteriza por la pérdida de tono muscular, generando fatiga generalizada y dificultad para el movimiento. En casos graves, puede comprometer la capacidad de hablar, respirar y poner en peligro la vida del paciente.
Desde 1943 el centro de la investigación sobre Armas Biológicas para el Ejército de los EE. UU. fue Fort Detrick, Maryland, donde el Instituto de Investigaciones Médicas en Enfermedades Infecciosas (USAMRIID) tiene actualmente su base; el primer director fue el ejecutivo farmacéutico George Merck. Algunas investigaciones y pruebas de armas biológicas y químicas fueron incluso conducidas en el Terreno de pruebas de Dugway en Utah, como un complejo de manufacturación de municiones en Terre Haute, Indiana, y en una parcela en Horn Island, Misisipi.
Muchos de los trabajos británicos fueron llevados a cabo en Porton Down. Las pruebas al aire libre llevadas a cabo en el Reino Unido durante la Segunda Guerra Mundial dejaron la isla Gruinard en Escocia contaminada con ántrax por los próximos 48 años.

### 1946-1972
Durante la Guerra de Independencia Israelí de 1948, los reportes de la Cruz Roja plantearon sospechas que la milicia judía Haganá habría liberado bacterias Salmonella typhi en el suministro de agua de la ciudad de Acre, causando un brote de tifoidea ente los habitantes. Tropas egipcias luego capturaron soldados de la Haganá disfrazados cerca de pozos en Gaza, los cuales fueron ejecutados por presunto intento de otro ataque. Israel negó esas suposiciones.

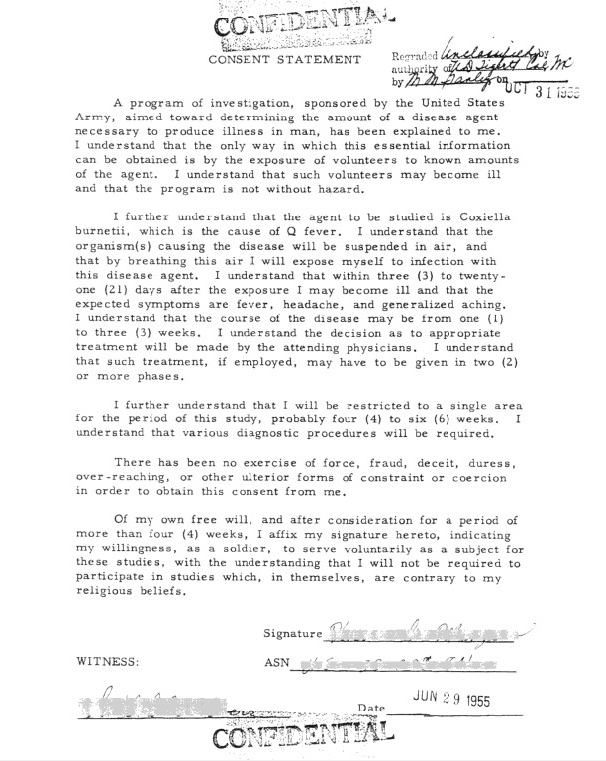
Documento de un experimento de la Operación Whitecoat.

Durante la Guerra Fría, objetores de conciencia de EE. UU. fueron usados como sujetos de prueba voluntarios para agentes biológicos en un programa conocido como Operación Whitecoat. Había incluso muchas pruebas sin publicar llevadas a cabo al público durante la Guerra Fría.
Considerables investigaciones al respecto fueron realizadas por los Estados Unidos, la Unión Soviética, y probablemente otras naciones en la era de la Guerra Fría, aunque generalmente se cree que las armas biológicas nunca fueron usadas después de la Segunda Guerra Mundial. Este punto de vista fue enfrentado por China y Corea del Norte, que acusaron a los Estados Unidos de pruebas en campos a gran escala de armas biológicas, incluyendo el uso de insectos portadores de enfermedades durante la Guerra de Corea (1950-1953).
Cuba también acusó a los EE. UU. de esparcir enfermedades humanas y animales en la isla.
En la época de la Guerra de Corea los EE. UU. sólo tenían un agente armamentizado, brucelosis (agente EE. UU.), que es causado por Brucella suis. La forma original armamentizada usó la bomba M114 en una bomba de racimo M33.
Mientras que la forma específica de la bomba biológica era clasificada hasta algunos años después de la Guerra de Corea, en la exhibición variada de armas biológicas que Corea supuso fueron lanzadas en su país ninguna se parecía a una bomba M114. Había también contenedores de cerámica que tuvo algunos parecidos a las armas japonesas usadas contra los chinos en la Segunda Guerra Mundial, desarrolladas por el Escuadrón 731.
Algunos miembros del personal del Escuadrón 731 fueron capturados por los soviéticos, y habrían sido una fuente potencial de información de la armamentización japonesa. Al jefe del Escuadrón 731, Teniente General Shiro Ishii, se le garantizó inmunidad de persecución por crímenes de guerra a cambio de proveer información a los Estados Unidos sobre las actividades llevadas a cabo por su escuadrón.
Las suposiciones de la Guerra de Corea también acentuaron el uso de vectores de enfermedades, tales como pulgas, las cuales, de nuevo, fueron probablemente un legado de los esfuerzos japoneses de una guerra biológica. Los Estados Unidos iniciaron sus esfuerzos de armamentización con vectores de enfermedades en 1953, enfocados en pulgas con peste, mosquitos con EEE, y mosquitos con fiebre amarilla. Sin embargo, científicos médicos estadounidenses en un Japón ocupado comprometieron una investigación profunda en insectos vectores, con la asistencia de personal del ex Escuadrón 731, después de 1946.
La Fuerza Aérea de los Estados Unidos no estuvo satisfecha con las cualidades operacionales de la M114/US y le enmarcó un ítem provisional hasta que el Cuerpo de Química del Ejército de los EE. UU. pueda entregar un arma superior. La Fuerza Aérea también cambió sus planes y buscó biológicos letales.
El Cuerpo de Química inició entonces un programa de shock para armamentizar el ántrax (N) en una bomba E61 de 230g de luna de reloj. Aunque el programa fue exitoso al conocer sus metas desarrolladas, la falta de validez en la ineficacia del ántrax detuvo la estandarización.
Por el año 1950 el Cuerpo de Química también inició un programa para armamentizar la tularemia (UL). Poco después que el E61/N falló en su estandarización, tularemia se estandarizó en la bomba esférica de 8,64 cm M143. Esto se intentó entregar con la ovija del misil MGM-29 Sergeant y podía producir un 50 % de infección sobre un área de 18 km².
A diferencia del ántrax, la tularemia tuvo una infectividad demostrado con voluntarios humanos (Operación Whitecoat). Es más, aunque la tularemia es tratable con antibióticos, el tratamiento no acorta el curso de la enfermedad.
En adición al uso de submuniciones explosivas para crear aerosoles biológicos, el Cuerpo de Química empezó a investigar submuniciones generadoras de aerosol en los años 1950. El E99 fue el primer diseño funcional, pero era muy complicado para fabricarse. A finales de los 50 la bomba esférica de aerosol de 11.43 cm E120 fue desarrollada; una bomba B-47 con un dispensador SUU-24/A pudo infectar 50 % o más de la población de un área de 41 km2 con tularemia con el E120. El E120 fue después sustituido por agentes tipo-seco.
Los agentes biológicos secos se parecen a polvo de talco, y pueden ser diseminados como aerosoles usando dispositivos de expulsión de gas en vez de un dispersor o un spray más complejo. El Cuerpo de Química desarrolló bombillas rotores Flettner y después bombillas triangulares para cubrir un área más extensa gracias a ángulos de planeo mejorados por encima de bombillas esféricas levantadoras Mágnum. Armas de este tipo estuvieron en desarrollo avanzado por el momento en que el programa terminó.
Richard Nixon firmó una orden ejecutiva en noviembre de 1969, con lo cual detuvo la producción de armas biológicas en los EE. UU. y permitió que sólo científicos investiguen de agentes biológicos y medidas defensivas tales como inmunización y bioseguridad. Las reservas de municiones biológicas fueron destruidas, y aproximadamente 2200 investigaciones se volvieron superfluas.
Las fuerzas especiales de los Estados Unidos y la CIA también tuvieron un interés en guerras biológicas, y una serie de municiones especiales fueron creadas para sus operaciones. Las armas encubiertas desarrolladas por la milicia (M1, M2, M4, M5, y M32 - o las Cinco Grandes Armas) fueron destruidas de acuerdo con la orden ejecutiva del presidente Nixon para acabar con el ofensivo programa. La CIA mantuvo su colección de agentes biológicos en 1975 cuando se volvió el sujeto del Comité Church del senado.

### La Convención de Armas Biológicas

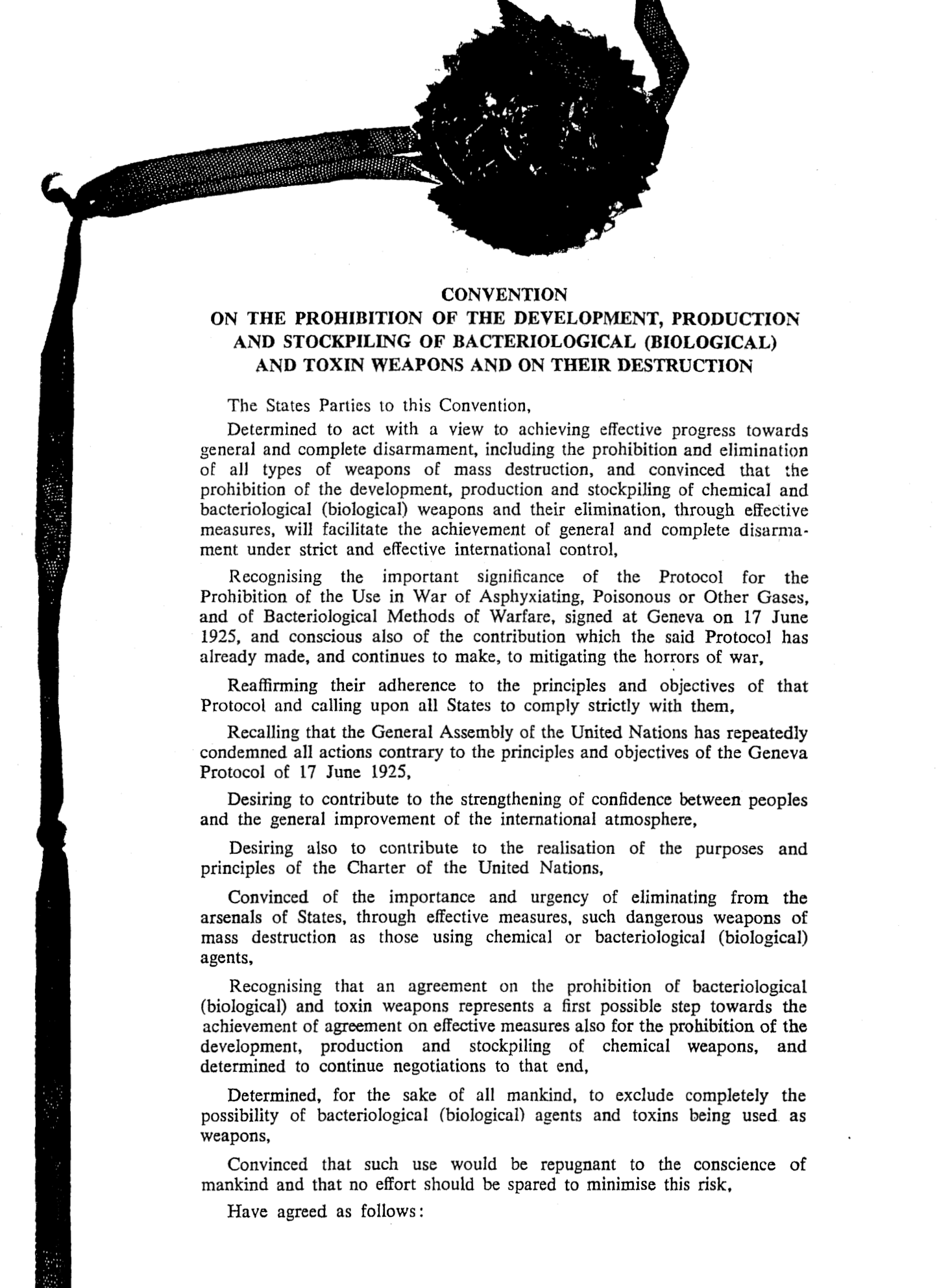
Documento original de la Convención sobre Armas Biológicas de 1972

En 1972, los Estados Unidos firmaron la Convención de Armas Tóxicas y Biológicas, que prohibieron el “desarrollo, producción y acumulación de microbios o sus productos venenosos excepto en cantidades necesarias para protección y exploración pacífica.” Para 1996, 137 países firmaron el tratado, sin embargo, se cree que desde la firma de la Convención el número de países capaces de producir tales armas ha aumentado. La Unión Soviética continuó la investigación y producción de armas biológicas ofensivas en un programa llamado Biopreparat, a pesar de haber firmado la convención. Los Estados Unidos no eran conscientes del programa hasta que el Dr. Vladimir Pasechnik desertó en 1989, y el Dr. Kanatjan Alibekov, el primer segundo director de Biopreparat desertó a su vez en 1992.
Después de la Guerra del Golfo de 1991, se hizo llegar información al equipo de inspección de las Naciones Unidas acerca de que Irak había producido 19 000 litros de toxina botulinum concentrada, del cual aproximadamente 10 000 litros se cargaron en armas militares; los 19 000 litros nunca fueron totalmente mencionados. Esto es aproximadamente 3 veces la cantidad necesaria para matar la entera actual población humana por inhalación, aunque en la práctica sería imposible distribuirlo tan eficientemente, y, a menos que se protegiera con oxígeno, se deterioraría en el almacenaje.
El 18 de septiembre de 2001 y por unos pocos días después varias cartas fueron recibidas por miembros del Congreso de los EE. UU. y de los miembros de comunicación que contenían esporas de carbunco: el ataque mató a cinco personas. La identidad del perpetrador permaneció desconocida hasta el 2008, cuando se nombró un primer sospechoso.